# Николай Добрев
Николай Кирилов Добрев е български политик от Българската комунистическа партия, по-късно Българска социалистическа партия (БСП). Той е министър на вътрешните работи на България през 1996-1997 година, със съветник Лъчезар Радев. Награден посмъртно с медал „Правосъдие, свобода, сигурност“ от МВР.

## Биография
Николай Добрев е роден на 19 октомври 1947 г. в Неврокоп, днес Гоце Делчев. Завършва геофизика във Висшия минно-геоложки институт в София, след което е инженер в Лабораторията по подземна и ядрена геофизика и геохимия. От 1973 г. работи в номенклатурата на Димитровския комунистически младежки съюз, като достига до постовете първи секретар на Окръжния комитет в Благоевград и секретар на Централния комитет. От 1988 до 1990 г. е кмет на община „Надежда“ в София.
През 1991 г. Добрев става народен представител и член на Висшия съвет на БСП. От 1994 г. е член на Изпълнителното му бюро и председател на парламентарната Комисия по национална сигурност. Той става министър на вътрешните работи в правителството на Жан Виденов, след като предшественикът му Любомир Начев подава оставка в резултат на медиен скандал.
Николай Добрев играе важна роля по време на политическата криза в началото на 1997 г. На 8 януари парламентарната група на БСП му възлага да състави ново правителство и на 28 януари той официално получава мандат за това от президента Петър Стоянов, но след споразумение с опозицията на 4 февруари се отказва от него. С това той дава възможност за провеждане на предсрочни парламентарни избори и слага край на продължителните масови протести срещу управлението на социалистите. За много от редовите членове на БСП Добрев е виновен за това, че предава доброволно властта в ръцете на Съюза на демократичните сили и не позволява на партията да довърши мандата си.
Николай Добрев умира от рак на 17 април 1999 г. в София и е погребан в Гоце Делчев.

## Памет
На Николай Добрев е наречена улица в квартал „Надежда II“ в София (Карта). На негово име е учредена награда за млад политик от БСП.